# Leyland Lynx

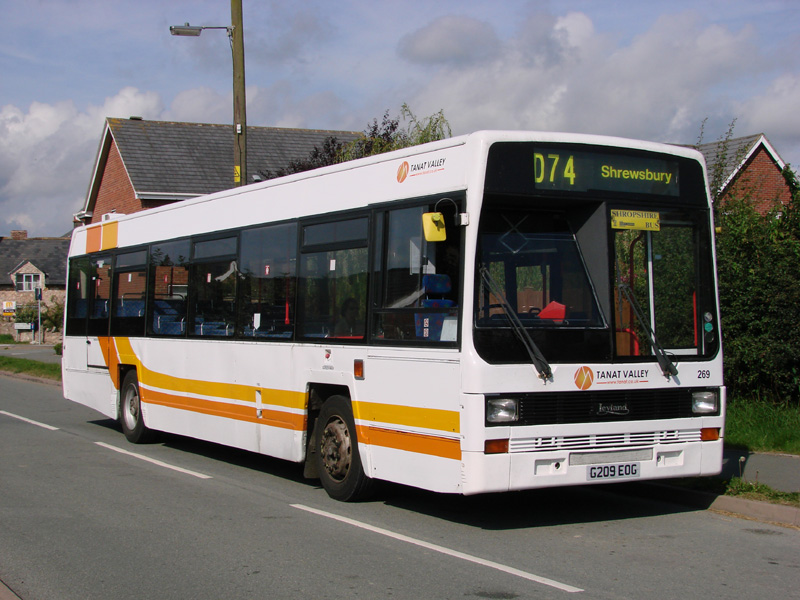
Leyland Lynx (Mk I)

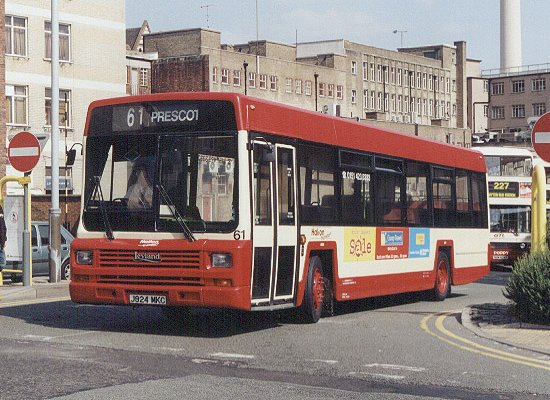
Leyland Lynx Mk II mit einer Tür

Der Leyland Lynx ist ein Omnibus des britischen Nutzfahrzeugherstellers Leyland Motors. Der Typ wurde von 1984 bis 1992 gebaut. Er sollte den seit 1972 gebauten Leyland National ersetzen.
Der Motor des Busses ist am Heck angeordnet, der Kühler befindet sich jedoch an der Front, um eine bessere Kühlung zu erreichen. Für den Bus waren verschiedene Sechszylinder-Dieselmotoren von Leyland, Gardner, Cummins und Volvo erhältlich. Verwendet wurden Leyland-Hydracyclic-Getriebe oder Automatikgetriebe von ZF.
Alle Lynx wurden als Linienbus gebaut. Der Aufbau des Busses wurde meist von Leyland selbst hergestellt, lediglich sieben Lynx für Ulsterbus bzw. Citybus bekamen einen Aufbau von Alexander. Die Aufbauten von Leyland unterschieden sich in Ausstattung und Sitzplatzkapazität für die einzelnen Betreiber. Die Busse für den Export wurden im Regelfall als Chassis mit Motor geliefert und vor Ort mit Aufbauten versehen, so erhielt ein Bus für den Singapore Bus Service einen PS-Aufbau von Alexander, zwei Busse für Sydney bekamen einen Metro-90-Aufbau von der Pressed Metal Corporation. Je nach Aufbau lag die Kapazität bei ungefähr 53 Sitzplätzen. Die von 1990 bis 1992 gebaute Serie Mk II ist am größeren Vorbau der Kühlergrill- und Scheinwerfer-Einheit vom Vorgängermodell zu unterscheiden.
Insgesamt wurden über 1000 Busse produziert. Nach der Übernahme von Leyland Buses durch Volvo Buses wurde die Produktion des Lynx in Workington Anfang der 1990er Jahre eingestellt.

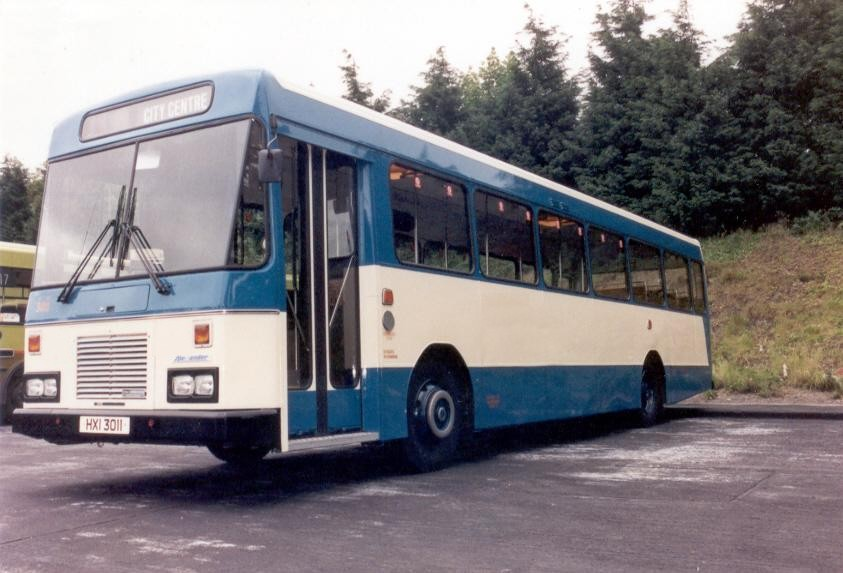
Leyland Lynx (Mk I) Linienbus mit N-type-Aufbau von Alexander für Ulsterbus
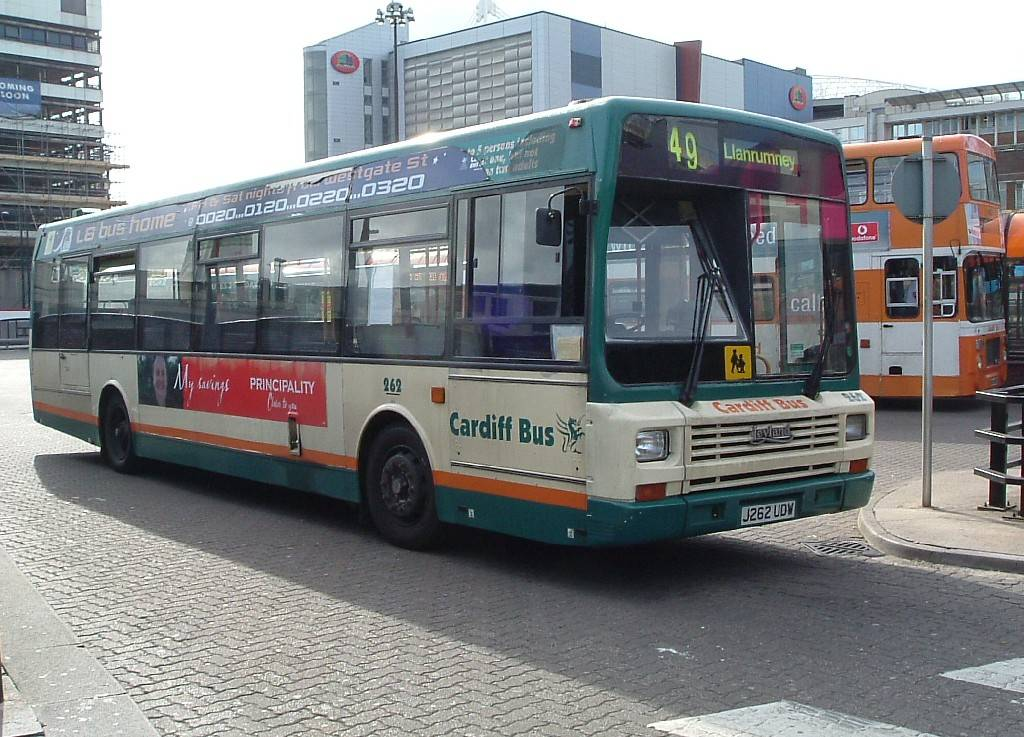
Leyland Lynx (Mk II) mit größerem Vorbau
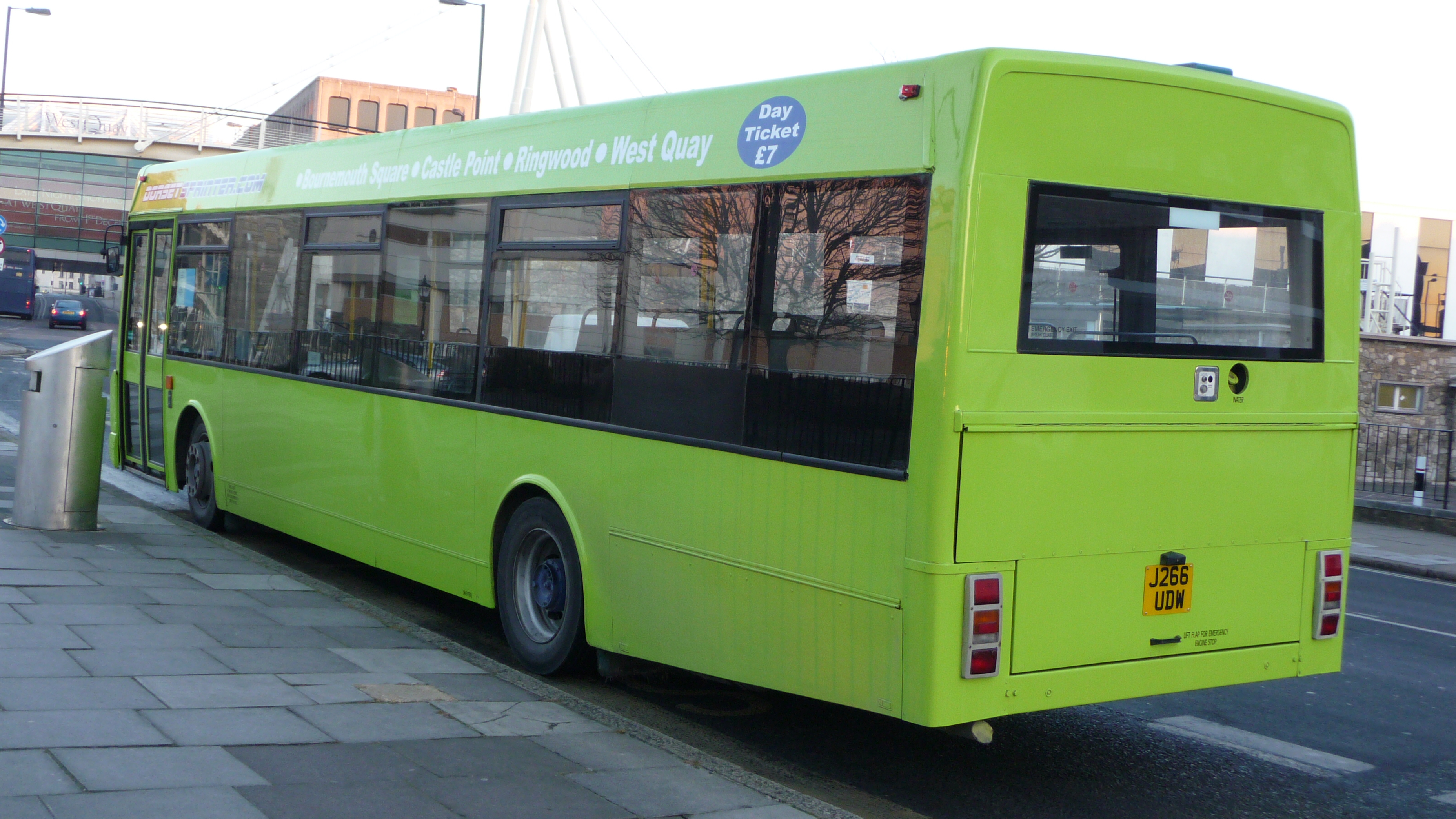
Leyland Lynx (Mk II), Heckansicht

| Name          | Bauzeit   | Stückzahl | Anmerkung                                                                         |
| ------------- | --------- | --------- | --------------------------------------------------------------------------------- |
| Prototypen    | 1984/1985 | 6         | Linienbus 37–51 Sitzplätze, Aufbauten von Alexander (1), Boltons (1), Leyland (3) |
| Mk I          | 1985–1989 | 500       | Linienbus 48–51 Sitzplätze, Aufbauten von Leyland, Alexander, Camo                |
| Mk I          | 1989/1990 | 410       | Linienbus 47–51 Sitzplätze, Aufbauten von Leyland                                 |
| CKD (Chassis) | 1989      | 2         | Linienbus 45 Sitzplätze, Aufbau PMC                                               |
| Mk II         | 1990–1992 | 142       | Linienbus 43–51 Sitzplätze, Aufbauten von Leyland                                 |